# Libra (astrología)

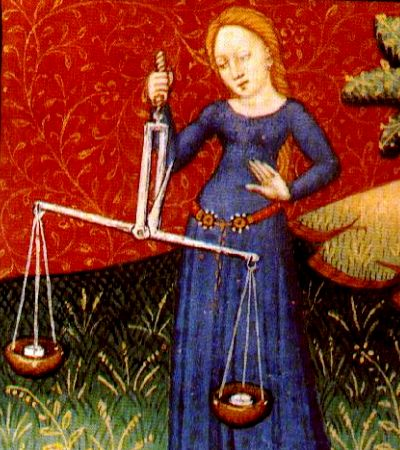
Representación de Libra.

En astrología, Libra (del latín lībra) es el séptimo signo del zodíaco, el cuarto de naturaleza positiva (masculina) y el tercero de cualidad cardinal. Simboliza el equilibrio y la armonía y su símbolo representa la balanza. Pertenece junto a Géminis y Acuario al elemento aire. Está regido por Venus. Su signo opuesto y complementario es Aries. Manilio dice que el dios que tutela este signo es Vulcano y que Libra rige las nalgas.
Se considera que alguien es del signo Libra cuando nace entre el 23 de septiembre y el 23 de octubre; en el zodíaco occidental o tropical las fechas cambian cada año en función al momento de inicio del equinoccio de marzo y el huso horario.
Es también uno de los cuatro signos cardinales, siendo los tres restantes Aries, Cáncer y Capricornio.

## Mitología
A diferencia de los otros signos del Zodíaco Libra no está asociado a ningún catasterismo en la Antigüedad porque las constelaciones de Libra y Escorpio eran la misma constelación, siendo la actual Escorpio el ‘aguijón del escorpión’ y Libra las ‘pinzas del escorpión’.
Libra solo se convirtió en una constelación propia durante la antigua Roma, donde Julio César ordenó crear una constelación zodiacal propia, desplazando a Ofiuco en el proceso. Pasada la Antigüedad Libra comenzó a asociarse a Astrea, la diosa de la justicia, aunque Astrea ya estaba asociada con Virgo en la mitología griega. El catasterismo de la Balanza está claramente sugerido por sus propias representaciones. Según Nigido Fígulo se trataba de un tal Mosco, el «Portador de la balanza», quien fue el inventor de las balanzas y las pesas, y que fue elevado a los cielos a causa de su invento excepcionalmente útil.
Se dice que Dike (para los griegos) o Astrea (para los romanos), la personificación de la justicia, fue también la última inmortal que vivió entre los humanos durante la Edad de oro de Cronos, abandonando la tierra en último lugar cuando esta se envileció con la llegada de la Edad de bronce.  La balanza de la justicia que llevaba Astrea bastó para simbolizar el asterismo de la Balanza. 
En la guerra de Tebas, Palas, junto con otros dioses, favoreció a los griegos. Como Baco era tebano, él, junto con otros dioses, favoreció a los tebanos. Así, entre los dioses surgió una disputa en cuanto a quién debía obtener la victoria. Observando esto, Júpiter se sentó en el monte Parnaso, que está cerca de Tebas, sosteniendo en su mano una balanza de oro (libra) para pesar a cada bando. Pero vio que al final de la guerra el juicio era igual. Pero pronto, en la destrucción de Tebas, Júpiter percibió que los griegos tenían la victoria; se decidió en contra de los tebanos y exaltó a los griegos. Así, en recuerdo de este acontecimiento, la balanza fue elevada al cielo y se convirtió en el signo celeste. Según otro relato, Libra se hizo de los brazos del escorpión. Estos se llaman chelae. Se dice que el Sol está en Libra porque cuando pasa por ese signo es el equinoccio; por ese signo es el equinoccio, y la noche y el día son iguales.

## Historia
Las estrellas que forman Libra se conocían en la astronomía babilónica como MUL Zibanu (las "balanzas" o "equilibrio"), formando parte de las pinzas del Escorpión. Las balanzas eran sagradas para el dios sol Shamash, quien también era el patrón de la verdad y la justicia.
En la Antigua Grecia también se conocían como las pinzas del Escorpión. Desde entonces, las estrellas de Libra también se asociaron con la ley, la justicia y el civismo. Se sugiere que esta asociación se debe a que el Sol recorría esta parte de la eclíptica en torno al equinoccio de otoño, donde los días son iguales que las noches. Sin embargo, hoy en día estos momentos no coinciden debido a la precesión de los equinoccios. En árabe zubānā también significa "pinzas de escorpión", similar a otras lenguas semíticas.
En el poema de Higino Astronomía poética, así como en Eratóstenes de Cirene se la considera parte del Escorpión. Gemino, hacia el 80 a. C., fue el primero de la astonomía occidental en distinguir en estas estrellas un séptimo signo, al cual llamó "el yugo" (Ζυγοί, Zygoí en griego, traducido por Cicerón como Iugum). En el calendario juliano se usó el término "Balanza" (libra en latín).

## Véase también

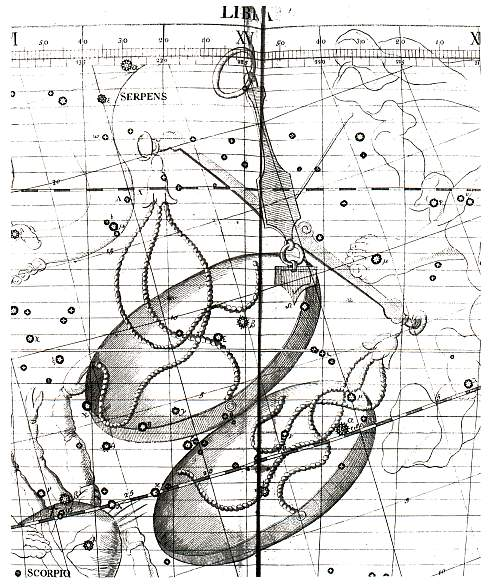
Los platillos de Libra (la Balanza) tal como aparecen ilustrados en el Atlas Coelestis de John Flamsteed.